# Mikel Iribas Allende
Mikel Iribas Allende (nascut el 13 d'abril de 1988) és un exfutbolista professional basc que jugava com a defensa o migcampista.

## Carrera de club
Nascut a Sant Sebastià, Gipuzkoa, Iribas es va formar al planter de la Reial Societat, i va jugar una temporada amb l'equip B, a Segona Divisió B. L'agost de 2008, va passar a jugar a la Tercera Divisió en signar un contracte amb el CD Mirandés, amb el qual va fer una bona temporada, amb dos gols en 30 partits i jugant la promoció.
Un altre cop com a titular, Iribas va contribuir a un altre ascens la temporada 2011–12, amb dos gols més en 1,868 minuts de joc. El 17 d'agost de 2012, tant ell i com l'equip van debutar a Segona divisió, en una derrota per 0–1 contra la SD Huesca. Ell va marcar el seu primer gol en la competició el 3 de novembre, ajudant a una victòria per 3–0 a casa sobre el Barcelona de FC B.
Iribas va signar contracte amb l'AD Alcorcón també de segona a finals de juny de 2013. Va deixar el club el juny 2016, i va retornar a la Segona B amb CF Fuenlabrada.
El 6 de juliol de 2019, després de marcar dues vegades de 31 partits durant la campanya (els play-offs inclosos), i el club va aconseguir promocionar a segona per primer cop en la seva història, i Iribas amb 31 anys va renovar el seu contracte per un any més.